# Sobradelo (Junquera de Ambía)
Sobradelo (llamada oficialmente San Román de Sobradelo) es una parroquia y una entidad de población del municipio español de Junquera de Ambía, en la provincia de Orense, Galicia.

## Organización territorial
La parroquia está formada por tres entidades de población, constando dos de ellas en el nomenclátor del Instituto Nacional de Estadística español:
- Busteliño
- San Román
- Sobradelo

## Demografía
La entidad de población de  Sobradelo no consta ni en las bases de datos del INE ni en las del IGE por lo que se desconocen los datos demográficos de la misma.

### Parroquia
| Gráfica de evolución demográfica de Sobradelo (parroquia) entre 2000 y 2022 |
|                                                                             |
| Datos según el nomenclátor publicado por el INE.                            |